# Caudiès-de-Conflent
Caudiès-de-Conflent (in catalano Caudiers de Conflent) è un comune francese di 14 abitanti situato nel dipartimento dei Pirenei Orientali nella regione dell'Occitania.

## Geografia fisica

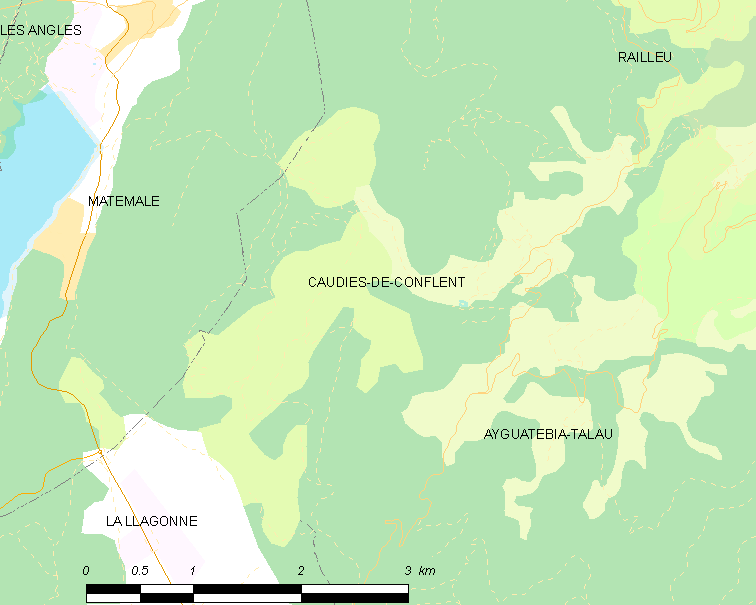
Situazione di Caudiès-de-Conflent

## Società

### Evoluzione demografica
Abitanti censiti